# Katutura
Katutura is een buitenwijk van Windhoek, de hoofdstad van Namibië.
Katutura betekent plek waar we niet willen wonen. Het was de plek die de zwarte bevolking van Windhoek omstreeks 1960 toegewezen kreeg als township. De wijk zelf was verder onderverdeeld in kwartieren voor Herero's, Damara's, Owambo's, Nama's en andere stammen. Zonder pasje kwam men de wijk niet in of uit. Alle woningen behoorden toe aan de overheid.
Tegenwoordig is Katutura het levendige deel van de hoofdstad. Er zijn verschillende markten waar dagelijks gehandeld wordt. De wijk is sinds de onafhankelijkheid van Namibië fors gegroeid. Wanaheda (samenstelling van Wambo, Nama, Herero en Damara) is een gemengde wijk. Er zijn ook informele sloppenwijken zoals Goreangab, Okahandja Park en Havana.